# Cotroceni
Cotroceni és un barri de l'oest de Bucarest, Romania situat al voltant del turó Cotroceni, al sector 5 de Bucarest. Les estacions de metro més properes són Eroilor, Academia Militară i Politehnica.

## Història
El turó de Cotroceni va ser cobert antigament pel bosc de Vlăsia, que cobria la major part de l'actual Bucarest. Aquí, l'any 1679, Șerban Cantacuzino va construir un monestir, que després el rei Carol I el va transformar en palau el 1888. Les cases van ser construïdes a la zona propera al palau pels criats reials i per personal militar d'alt rang.
Carol I també va construir una estació de tren reial anomenada Gara Cotroceni prop del palau. L'estació de tren va ser traslladada pel règim comunista i posteriorment es va utilitzar per al transport de materials per a la construcció de la Casa Poporului.

## Persones notables
Importants personatges romanesos que van viure en aquest barri: Ion Barbu, Nicolae Herlea, Ion Minulescu, Marin Preda i Liviu Rebreanu.

## Punts de referència
- En aquest barri es troba el Palau Cotroceni, la residència oficial del president de Romania
- Jardí Botànic de Bucarest
- Carol Davila Universitat de Medicina i Farmàcia
- Edifici de l'Òpera de Bucarest
- Hospital Universitari de Bucarest
- Església de Sant Elefterie
- Capella de Santa Elisabet de Bucarest
- Casa Ràdio

## Galeria

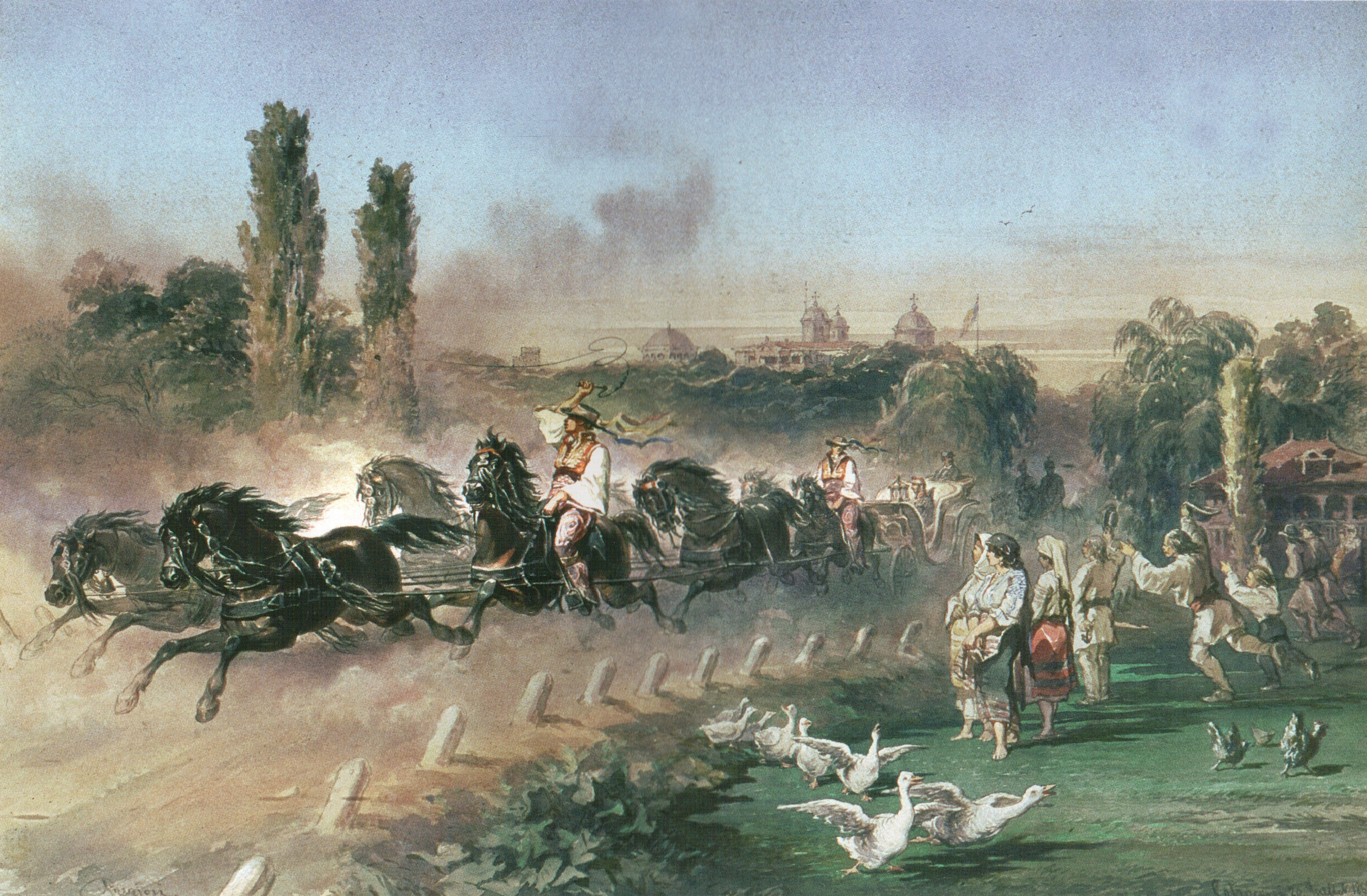
Carol I a l'autocar reial de Cotroceni, 1860
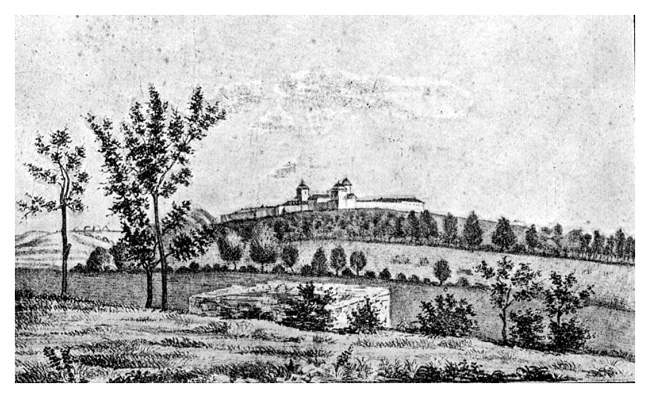
Monestir de Cotroceni, 1860
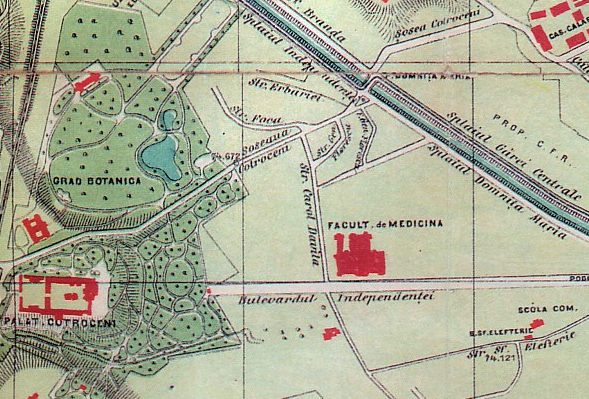
Mapa de la zona de Cotroceni, cap al 1895